# Daqingshan (sockenhuvudort i Kina, Inner Mongolia Autonomous Region, lat 41,00, long 111,44)
Daqingshan är en sockenhuvudort i Kina. Den ligger i den autonoma regionen Inre Mongoliet, i den norra delen av landet, omkring 27 kilometer nordväst om regionhuvudstaden Hohhot. Antalet invånare är 3 285. Befolkningen består av 1 502 kvinnor och 1 783 män. Barn under 15 år utgör 10,0 %, vuxna 15-64 år 76 %, och äldre över 65 år 13,0 %.
Runt Daqingshan är det ganska tätbefolkat, med 124 invånare per kvadratkilometer. Det finns inga andra samhällen i närheten. Trakten runt Daqingshan består i huvudsak av gräsmarker.
Genomsnittlig årsnederbörd är 568 millimeter. Den regnigaste månaden är juli, med i genomsnitt 170 mm nederbörd, och den torraste är januari, med 3 mm nederbörd.